# Championnat de France de hockey sur glace 1995-1996
Saison précédente Saison suivante
La saison 1995-96 est la 75e saison du championnat de France de hockey sur glace. Cette saison, le plus haut niveau championnat porte le nom d'Élite.

## Équipes engagées
Elles sont au nombre de 8 :
- Gothiques d'Amiens
- Ducs d'Angers
- Albatros de Brest
- Huskies de Chamonix
- Brûleurs de loups de Grenoble
- Flammes Bleues de Reims
- Dragons de Rouen
- Jets de Viry-Essonne

Rouen est le champion en titre.

## Formule de la saison
| Amiens Angers Brest Chamonix Grenoble Reims Rouen Viry |

La saison s'articule en deux parties : saison régulière et phases finales.
- Saison régulière :

Une seule et unique poule où toutes les équipes se rencontrent sur deux aller-retour.
- Les phases finales :

Le 1er du classement rencontre le 8e, le 2e rencontre le 7e, le 3e rencontre le 6e et le 4e rencontre le 5e lors des quarts de finale.
Ces rencontres sont appelées "séries". Une série se joue au meilleur des 5 matchs, le club le mieux classé joue 3 matchs à domicile et par conséquent son adversaire n'en joue que 2 à domicile.
Le premier club rendu à 3 victoires gagne la série.
Il en est ainsi jusqu'à la finale.

## Résultats
Classement final :
| Classement | Équipe   |
| ---------- | -------- |
| 1          | Rouen    |
| 2          | Brest    |
| 3          | Reims    |
| 4          | Amiens   |
| 5          | Angers   |
| 6          | Grenoble |
| 7          | Viry     |
| 8          | Chamonix |

## Bilan de la saison
Podium :
1er : Brest -  2e : Rouen -  3e : Reims
Brest gagne la première coupe Magnus de son histoire.
- Trophée Charles-Ramsay décerné à Franck Pajonkowski (Rouen).
- Trophée Albert-Hassler décerné à Arnaud Briand (Reims).
- Trophée Marcel-Claret décerné à Amiens.
- Trophée Raymond-Dewas décerné à André Côté (Brest).
- Trophée Jean-Pierre-Graff décerné à François Rozenthal (Reims).
- Trophée Jean-Ferrand décerné à Fabrice Lhenry (Chamonix).

### Effectif champion
| Vainqueurs de l'Élite 1995-1996 Albatros de Brest | Gardiens de but : Thierry Noël, Charles Thillien, Michel Vallière Défenseurs : Christophe Bappel, Eric Calder, Stéphane Dugal, Marko Halonen, Kazimierz Jurek, Timo Kulonen, Jarmo Kuusisto, Mike Pellegrims Attaquants : Igor Akulinin, Frédéric Asselineau, Olivier Bordas, André Côté, Roger Dubé, Michel Galarneau, Benoît Groulx, Tommie Hartogs, Arto Heiskanen, Eric Lemarque, Luc Marengère, Krzysztof Niedziolka, Pekka Peltola, Andrei Vittenberg, Sami Wahlsten Entraîneur : André Peloffy |